# دهستان کلارستاق شرقی
دهستان کلارستاق شرقی، دهستانی است از توابع بخش مرکزی شهرستان چالوس در استان مازندران.
جمعیت این دهستان بر اساس سرشماری سال ۱۳۸۵ در حدود (۶۴۳۳ خانوار) ۲۴۵۳۰ نفر است.